# Diprotodonti
Diprotodonti (znanstveno ime Diprotodontia) je večji red, ki vsebuje približno 120 sesalcev vrečarjev vključno s kenguruji, valabiji, oposumi, koalo, vombati, in še nekateri. Izumrli člani tega reda pripadajo družini velikih Diprotodonov in Thylacoleo.
Imajo dve ključni anatomski značilnosti, ki v kombinaciji, označujeta diprotodonte. 
- Imajo par velikih sekalcev v spodnji čeljusti, kar je tudi splošna značilnost zgodnejših skupin sesalcev in sesalcem podobnih živali. Čeljust diprotodonta je kratka, po navadi s tremi pari zgornjih sekalcev (vombati, kot tudi glodalci imajo le en par) in nimajo spodnjih podočnikov.
- Imajo drugi in tretji prst na nogi zraščena skupaj do korena krempljev, ki pa sta ločena. Peti prst je običajno odsoten, četrti pa je pogosto zelo povečan.

## Klasifikacija
Red DIPROTODONTIA
- Rod †Brachalletes
- Rod †Koalemas
- Rod †Sthenomerus
- Rod †Nimbadon
- Družina †Thylacoleonidae
- Družina †Palorchestidae
- Družina †Wynyardiidae
- Podred Vombatiformes
  - Družina Phascolarctidae: koala (1 vrsta)
  - Družina Vombatidae: vombati (3 vrste)
  - Družina †Ilariidae
  - Družina †Diprotodontidae
- Podred Phalangeriformes
  - Superdružina  Phalangeroidea
    - Družina Phalangeridae
    - Družina Burramyidae: polhi vrečarji

  - Superdružina  Petauroida
    - Družina Tarsipedidae
    - Družina Petauridae: poletuše vrečarice
    - Družina Pseudocheiridae: obročkastorepi vrečarji plezalci
    - Družina Acrobatidae
- Podred Macropodiformes
  - Družina Macropodidae: kenguruji, valabiji
  - Družina Potoroidae
  - Družina Hypsiprymnodontidae
  - Družina ?†Ganguroo
  - Družina ?†Galanaria